# Mongoloraphidia talassicola
Mongoloraphidia talassicola là một loài côn trùng trong họ Raphidiidae thuộc bộ Raphidioptera. Loài này được H. Aspöck và đồng sự miêu tả năm 1996.